# Rhegmoclema setifera
Rhegmoclema setifera är en tvåvingeart som först beskrevs av Edwards 1930.  Rhegmoclema setifera ingår i släktet Rhegmoclema och familjen dyngmyggor. Inga underarter finns listade i Catalogue of Life.